# Félix Faure
Félix Faure (født 30. januar 1841, død 16. februar 1899) var en fransk politiker. Han var Frankrigs præsident fra 1895 til sin død i 1899. 
Han blev født i Paris, og var søn af en møbelsnedker. Han startede sin karriere som garver og handelsmand i Le Havre, og oparbejdede sig en betydelig formue. 21. august 1881 blev han valgt ind i nationalforsamlingen for partiet Venstre. Hans hovedinteresse områder var økonomi, togbaneudbygning og marinen. I november 1882 blev han ekspeditionschef for Frankrigs kolonier, under Jules Ferry, en stilling han havde til 1885. Han havde den samme stillingen også i 1888, under ministeren Pierre Tirard. 
I 1894 blev han marineminister under statsminister Charles Dupuy. I januar 1895 blev han uventet valgt til præsident efter at præsident Casimir-Périer trak sig.